# Отстранение Ху Цзиньтао от участия в XX Всекитайском съезде Коммунистической партии Китая
22 октября 2022 года Ху Цзиньтао, бывшего генерального секретаря Коммунистической партии Китая, вывели из зала на церемонии закрытия 20-го Всекитайского съезда Коммунистической партии Китая. Его подняли из кресла двое мужчин по указанию действующего генерального секретаря Си Цзиньпина. Поскольку во время инцидента на место происшествия прибыли средства массовой информации со всего мира, событие быстро стало центром международного освещения.

## Ход событий
В середине заключительного заседания (после завершения трёх кадровых голосований и входа представителей СМИ), согласно фотографиям, сделанным репортерами ABC, и видео, снятым репортерами Channel News Asia, участник заседания и бывший глава государства Ху Цзиньтао должен был проверить документы, лежащие на его столе. По неизвестным причинам Ли Чжаньшу и Ван Хунин, соратники действующего генерального секретаря партии Си Цзиньпина, заблокировали документы рядом с красной папкой для голосования, а затем забрали документы у Ху.
Согласно устному анализу анонимного тайваньского политического эксперта, Ли Чжаньшу сказал Ху: «Не смотри на это, всё решено». Это также привлекло внимание Си Цзиньпина, находившегося рядом с Ху. После сигнала Си Цзиньпина, согласно кадрам с места происшествия, снятым репортёрами The Straits Times, Agence France-Presse, Associated Press и других СМИ, генеральный директор Бюро секретарей Главного управления КПК, Кун Шаосюнь, представитель 20-го съезда (от избирательного округа, называемого «ЦК КПК и государственные органы»), а также личные телохранители Си приходили один за другим, намереваясь вывести Ху. Однако политик, похоже, не хотел уходить и сопротивлялся.
Участники инцидента примерно полторы минуты не знали, что делать дальше. В течение этого периода Ху неоднократно пытался вернуть папку для голосования и документы, но безуспешно. Он также попытался открыть документ рядом с Си, но тот удержал папку. Ху был задержан сотрудниками, и в этот момент, сидевший слева от Ху Ли Чжаньшу, попытался подняться со своего места, но Ван Хунин остановил его, потянув за пиджак. Прежде чем Ху Цзиньтао подняли с места, его документы также были переданы телохранителям. Наконец, политик сдался и встал с кресла. Перед выходом он успел сказать Си Цзиньпину несколько слов, на что тот кратко ответил. Далее, выходя из зала под руки, Ху сочувственно похлопал Ли Кэцяна, премьер-министра Китая и ключевую фигуру фракции Ху Туаньпай, сидевшего справа от Си. Никто из членов Политбюро в первом ряду заметно не отреагировал на отстранение Ху, пытаясь вообще не обращать внимания на происходящее.
Примерно через полчаса Кун Шаосюнь вернулся к Си и коротко переговорил с главой государства.
Инцидент произошел перед голосованием по отчёту Центрального комитета 19-го созыва, отчёту о работе Центральной комиссии по проверке дисциплины 19-го созыва и по поправке к Уставу КПК о социализме с китайской спецификой, в которой также подчёркивалась роль лично Си Цзиньпина. Кроме того, съезд КПК несколько ужесточил формулировки касательно политики в отношении Тайваня. Из-за этого инцидента Ху отсутствовал на голосовании. Последующие официальные результаты голосования показали, что все предложения были приняты единогласно, без воздержавшихся или голосовавших против. В тот же день был избран и Политбюро ЦК КПК 20-го созыва. Си Цзиньпин и Ван Хунин были среди членов нового Центрального комитета, а Ли Кэцян, Ли Чжаньшу и Ван Ян в него не вошли.

## Реакция

### Мировая
CNN сообщил, что Ху ушёл из зала неохотно. Газета The New York Times написала, что, как и во многих других вопросах в китайской политике, правда, возможно, никогда не будет раскрыта. Foreign Policy писала: «Примерно в 2013 году наблюдатели за Китаем начали шутить о «золотом веке либерализма при Ху Цзиньтао. В течение следующего десятилетия это практически перестало быть шуткой».
Кэндзи Минамура, давний журналист «Асахи симбун», опубликовал серию статей по этому вопросу в журнале «Юкан Фудзи» издательства «Санкэй симбун». В одной из них, 4 ноября, он процитировал анонимного представителя правительства США, заявившего, что утром того же дня Ху Цзиньтао был проинформирован о том, что число членов Политбюро сокращено с 25 до 24, причём сокращен был вице-премьер Ху Чуньхуа, протеже Ху Цзиньтао.
The Economist заявило, что, хотя вполне возможно, что это действие было преднамеренным, более вероятно, что Ху плохо себя почувствовал. Событие «выглядело как внезапный приступ спутанности сознания». Джуд Бланшетт, эксперт Центра стратегических и международных исследований, сказал, что это мероприятие «не имело ощущения срежиссированной чистки», в то время как Билл Бишоп, эксперт по Китаю, отметил, что Центральное управление телевидения Китая, скорее всего, не будет показывать Ху во время новостных кадров этого события, если его подвергнут чистке. Крис Бакли, пишущий для The New York Times, сказал, что болезнь Ху более вероятна, чем теории о его протесте против Си.
Джеймс Палмер, заместитель редактора журнала Foreign Policy, интерпретировал инцидент как политический, предположив, что это могло быть желанием Си Цзиньпина «намеренно и публично унизить своего предшественника».

### Внутрикитайская
Официальное информационное агентство Китая «Синьхуа», узнало некоторую информацию от Лю Цзявэня и написало на английском языке в Твиттере: «Когда Ху почувствовал себя плохо во время заседания, сотрудники, ради его здоровья, проводили политика в комнату для отдыха рядом с местом встречи. Сейчас ему намного лучше».
Инцидент не транслировался в Китае, а имена Ху и его сына, политика Ху Хайфэна, были заблокированы в Интернете китайскими цензорами.

## Последствия
В дальнейшем Ху появился на публике вместе с Си Цзиньпином только 5 декабря 2022 года, во время государственных похорон бывшего председателя КНР Цзян Цзэминя перед тем, как его тело было кремировано на Революционном кладбище Бабаошань. Во время церемонии прощания Ху сопровождал помощник.